# Edner Brutus
Pour les articles homonymes, voir Brutus.
Edner Brutus (1911-1980) est un homme politique, ministre, diplomate et historien haïtien.
Edner Brutus est le fils de l'homme politique et historien Timoléon C. Brutus.
Edner Brutus eut plusieurs fonctions ministérielles sous le régime de Jean-Claude Duvalier.
Il fut le secrétaire d'État de l'Éducation nationale puis secrétaire d'État des Affaires étrangères et des Cultes de 1974 à 1978. 
En tant que diplomate, il négocie, au nom d'Haïti, un accord maritime frontalier avec la Colombie. Le Traité Liévano–Brutus sera signé le 17 février 1978 entre les deux pays.
En 1969, il publie Révolution dans Saint-Domingue aux éditions du Panthéon, Paris.